# Desantisodes concinnum
Desantisodes concinnum là một loài ruồi trong họ Tachinidae.